# Меленки (городской округ Клин)
Меленки — деревня в Клинском районе Московской области, в составе Зубовского сельского поселения. Население — 2 чел. (2010). До 2006 года Меленки входили в состав Зубовского сельского округа.
Деревня расположена в восточной части района, примерно в 10 км к востоку от райцентра Клин, на безымянном левом притоке реки Лутосня (правый приток Сестры), высота центра над уровнем моря 161 м. Ближайшие населённые пункты — вплотную на юге Соколово и Мякинино на противоположном берегу ручья.

## Население
| 2002 | 2006 | 2010 |
| ---- | ---- | ---- |
| 2    | ↗3   | ↘2   |